# Fritz Quant
Fritz Quant (Trier, 1888. február 18. – Trier, 1933. november 3.) német festő, illusztrátor, rézmetsző.

## Pályafutása
Fritz Quant Hermann Quant kádármester és kocsmáros és felesége, Barbara, született Mendel legidősebb gyermeke volt. Alapképzését Peter Thomas egyházi festőnél kezdte tanonckodással, amelyet 1908-ban fejezett be a szakmunkásvizsgával. Munka mellett „festősegédként” a trieri Kézműves és Iparművészeti Iskolába is járt, ahol August Trümper festőművész és Hans Proppe belsőépítész szakos hallgatója volt. 1912-ben letette az úgynevezett egyéves művészvizsgát, és önkéntesként belépett a hadseregbe. Katonai szolgálata azonban csak egy rövid intermezzo maradt, mivel betegség miatt alkalmatlanná vált a katonai szolgálatra.
Fritz Quant 1915-ben a Max Seliger által hosszú évekig vezetett lipcsei református Staatliche Akademie für graphische Künste und Buchgewerbe (Állami Grafikai és Könyvkereskedelmi Akadémia) hallgatója lett, ahol Alois Kolb neves grafikus osztályában tanulta meg a metszés technikáját.
Ezután a Landsturmba behívott August Trümper festőosztály-vezető tanári állását vette át a trieri művészeti és kézműves iskolában 1918-ig.
Richard Riemerschmid, a müncheni Iparművészeti Iskola igazgatójának kivételes engedélyével Fritz Quant 1920-1922-ben Robert Engels és Adolf Schinnerer mellett tanulhatott. Ezzel egyúttal kapcsolatot talált a mérsékelt modernizmushoz, az „arany középút” festészetéhez is, amely különösen a müncheni művészeti színen virágzott, a francia posztimpresszionizmus és a tompított német expresszionizmus táplálta, és amely utólag az „expresszív realizmus” művészettörténeti gyűjtőfogalom alá sorolható. Ez Fritz Quantra éppúgy hatással volt, mint a szülőföldjéről, a trieri Peter Krisamra (1901-1985), a saar-vidéki Mia Münsterre vagy a luxemburgi Joseph Kutterre, utóbbi korai munkásságában.
Fritz Quant 1925-ban összeházasodott Mieze (Maria) Scherzberggel (1901-1976). Szabadúszó művészként élt Trierben; csak élete utolsó három évében alkalmazta a trieri Művészeti és Kézműves Iskola tanárként. Quantnak jó kapcsolatai voltak a trieri művészeti életben. A Trierer Künstlergilde (Trieri Művészek Céhe), a "Künstlerbund Westmark" (Rajna, Mosel és Nahe menti Művészek Szövetsége), a "Die Freie Vereinigung" (A Szabad Egyesület) trieri művészcsoport és a Bildende Künstler und Kunstfreunde e.V. Trier (Képzőművészek és Művészetbarátok Társasága) tagjaként rendszeresen kiállított. Regionális szinten csatlakozott a Neudeutsche Künstlergilden - N.K.G. és a Bund der Deutschen Gebrauchsgrafiker szervezetekhez. A nemzetiszocialista hatalomátvétel és az összes egyesület náci szervezetbe való átvétele után, 1933 szeptemberében Quant kérelmére felvették a Reichskartell der bildenden Künste trieri kerületi csoportjába, és állami engedélyt kapott megbízásokra és kiállításokra.
Nem sokkal ezután, 1933 novemberében, Trierben hunyt el.

## Válogatott művei

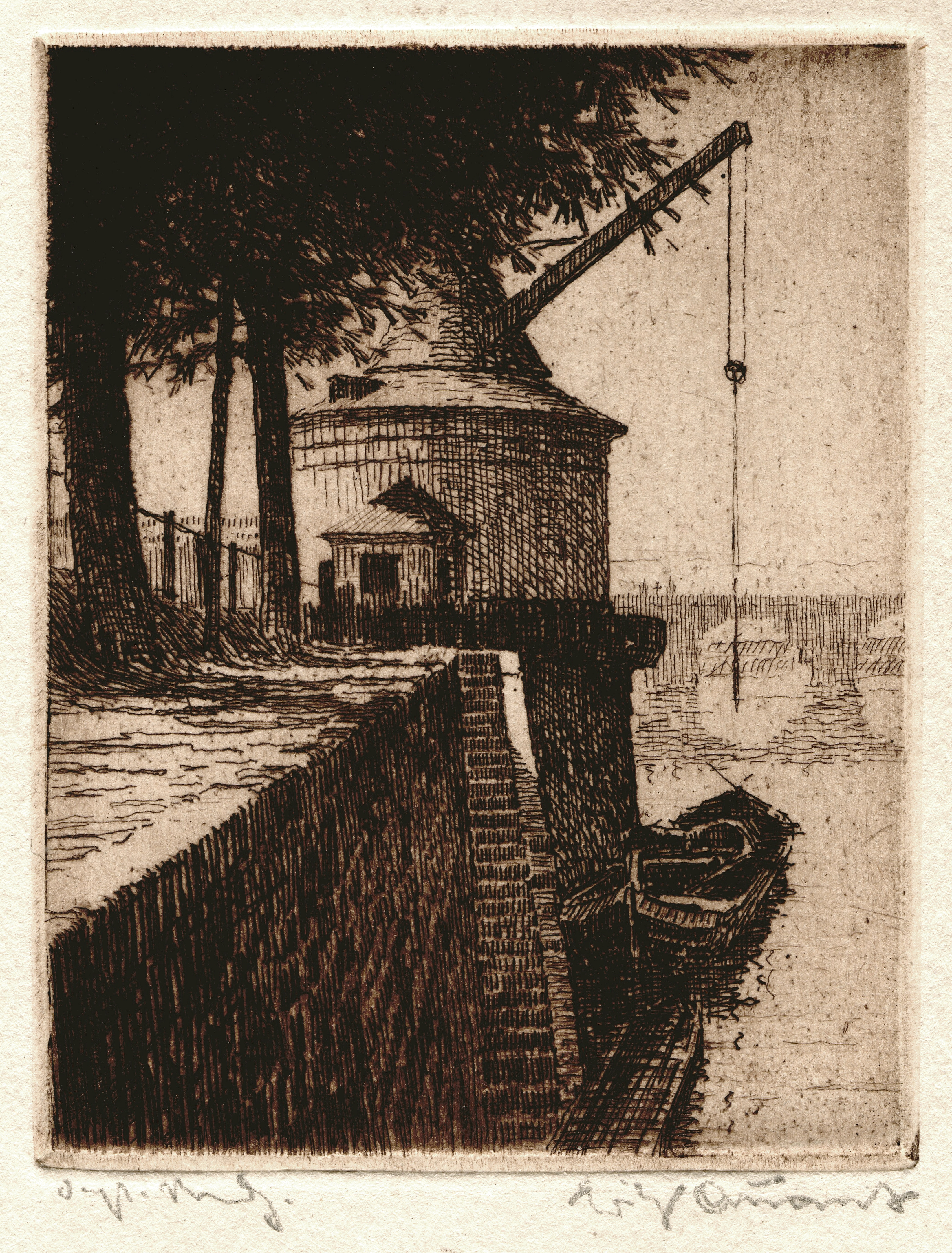
Daru a Moselen (rézkarc)
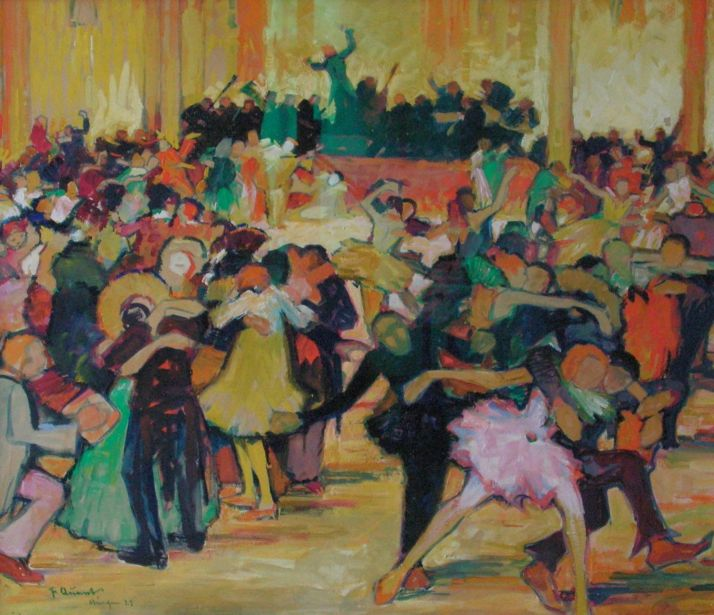
Farsang Münchenben
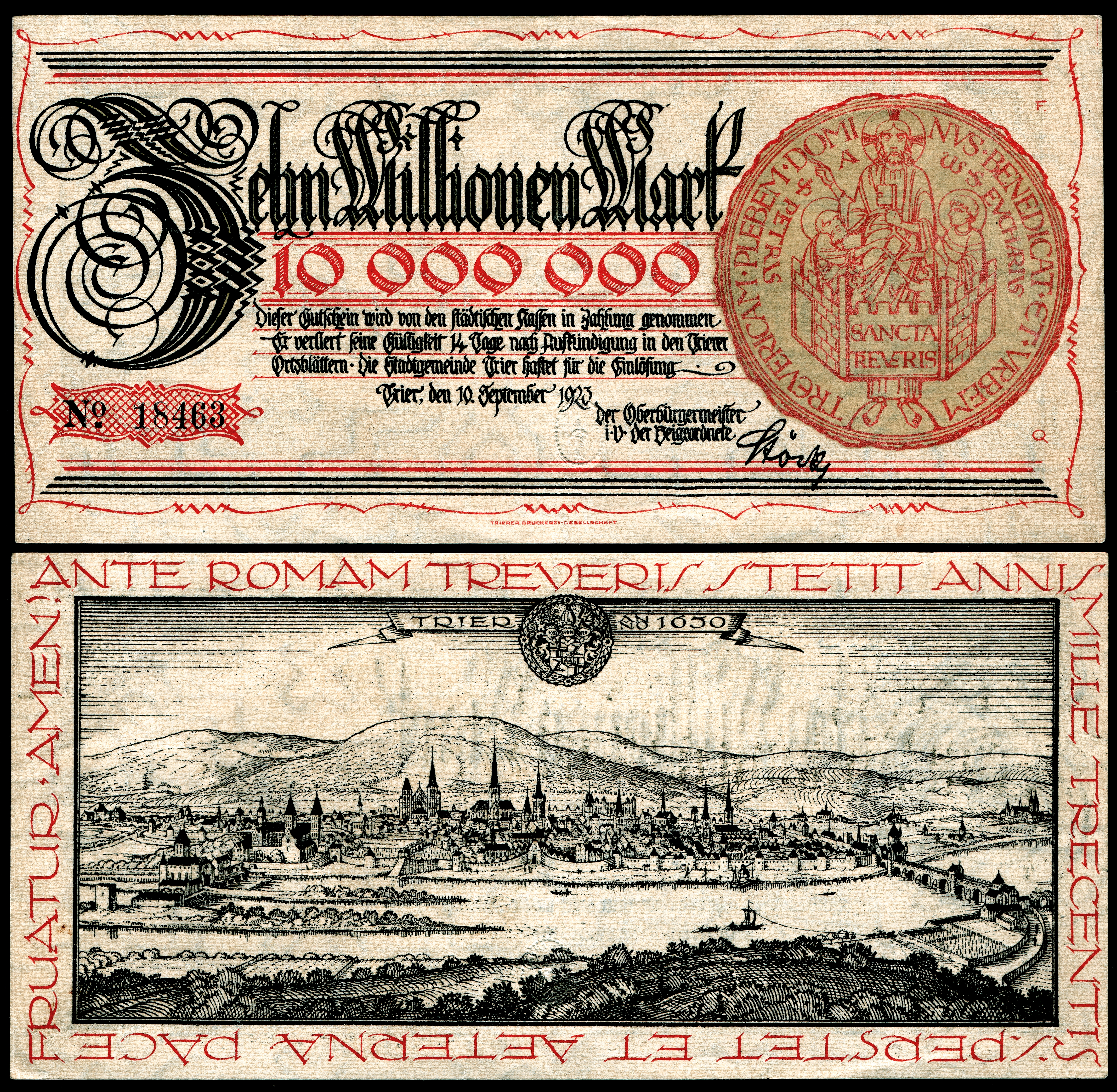
Tízmillió márkás bankjegy
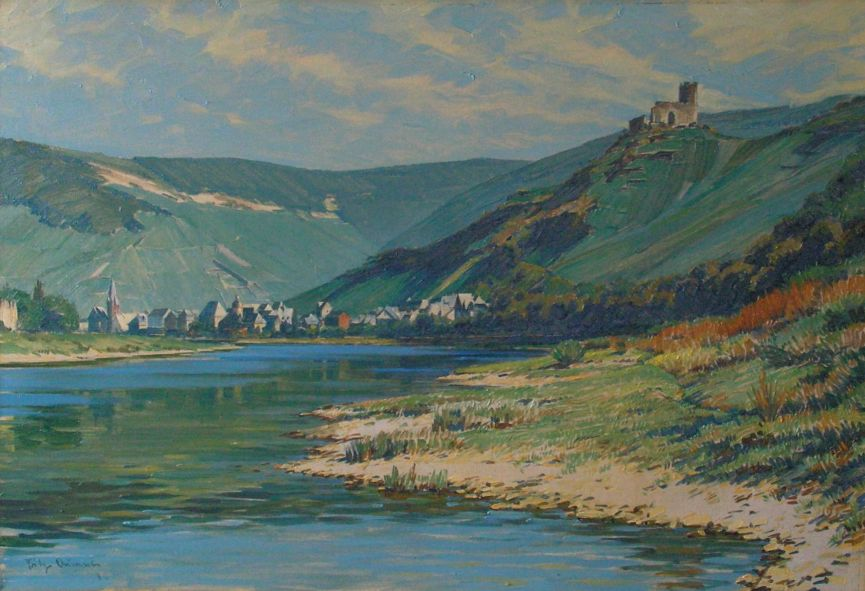
Bernkastel
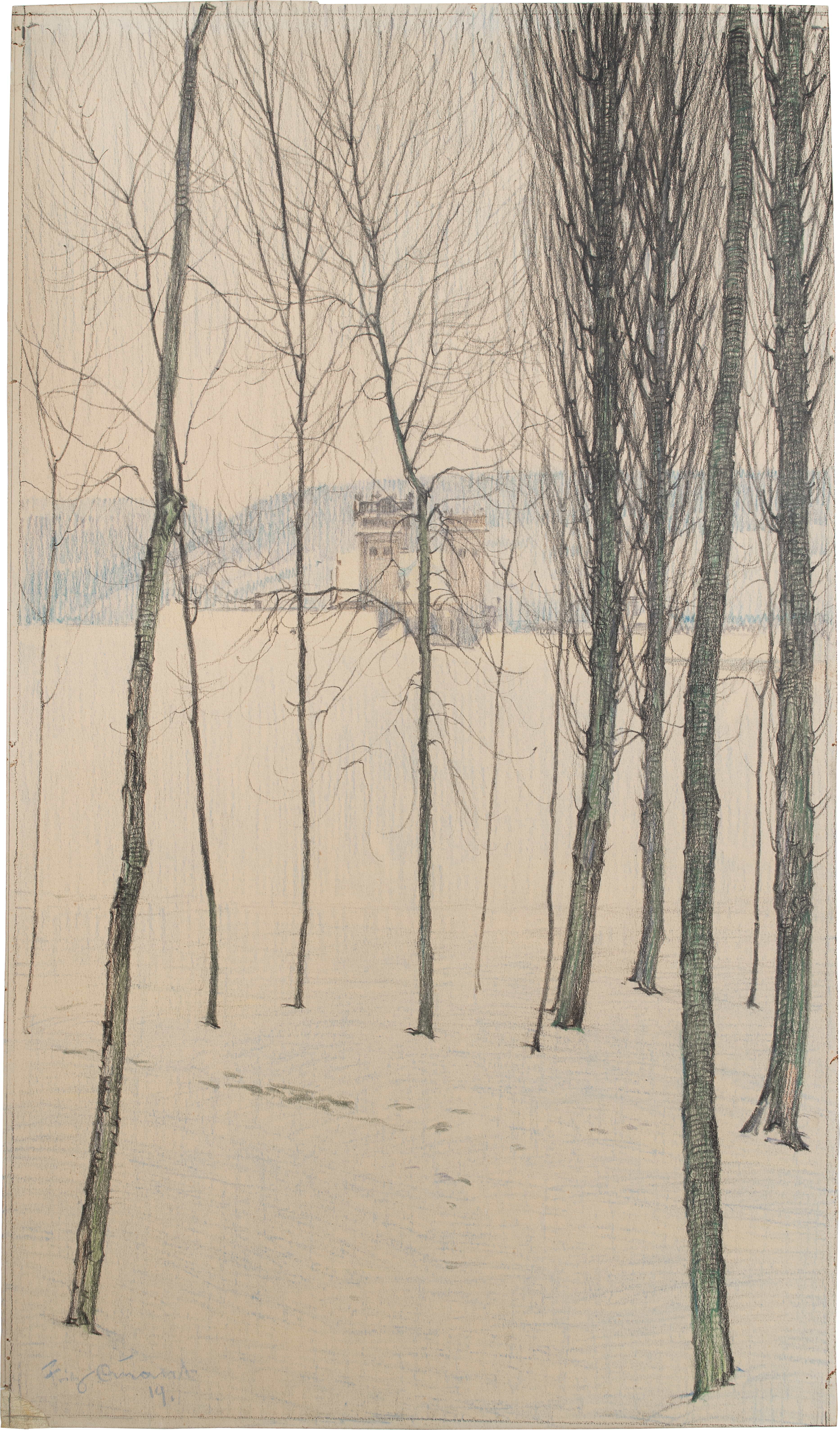
Szent Mátyás apátság, Trier (1919)

## Kiállításai
- 1916 - Trier. Egyéni kiállítás a Provinzialmuseumban (ma Rheinisches Landesmuseum Trier).
- 1916 - Köln. Kölnischer Kunstverein: "Művészet kölni magángyűjteményekből".
- 1917 - Trier. "Front und Heimat" című kiállítás a Provinzialmuseumban.
- 1917 - München. A "Die Juryfreien e.V." német művészeti egyesület nyári kiállítása.
- 1919 - Trier. A festőművész karácsonyi műteremkiállítása „tágas üvegcsarnokában a kertben”.
- 1920 - Trier. Trieri Művészek Céhe. Kiállítás a „Blaue Hand” üzlethelyiségében, Brotstraße, a "Trierer Kunstwoche" keretében.[6]
- 1924 - Trier. Ingyenes kiállítás a trieri Autofag-Haus épületben, Simeonstraße.
- 1924 - Trier. Trieri Művészek Céhe. Karácsonyi kiállítás a "Velencei Házban".
- 1925 - Trier. Művészeti és kézműves kiállítás a Kézműves és Iparművészeti Iskolában.
- 1926 - Trier. Egyéni kiállítás a Tartományi Múzeumban.
- 1926 - Trier. Trieri Művészek Szabad Szövetsége, kiállítások a Lintz könyv- és művészeti boltban (július) és a Provinzialmuseumban (november).
- 1927 - Trier. Trieri Művészek Szabad Szövetsége, kiállítás a Tartományi Múzeumban.
- 1928 - Trier. Trieri Művészek Szabad Szövetsége, karácsonyi kiállítás a Tartományi Múzeumban.
- 1929 - Trier. Keresztény művészeti kiállítás, közös kiállítás Anton Nagel szobrászművésszel.
- 1929 - Trier. Ingyenes kiállítás „A praktikus otthon” címmel a városi hangversenyteremben.
- 1930 - Trier. A Képzőművészek és Művészetbarátok Társaságának kiállítása a Kaszinóban.
- 1933/34 - Trier. Emlékkiállítás a Provinzialmuseumban.[7]
- 1978-1980 - Kairó (Goethe Intézet), Herzogenbusch és Gloucester (Trier város testvérvárosai), Barr (Elzász), Strasbourg és Liège, Trier Views, trieri festők vándorkiállítása.
- 1981 - Trier. Städtisches Museum Simeonstift, a teljes művészeti hagyaték kiállítása.
- 1994/95 - Trier. Simeonstift Városi Múzeum. Retrospektív kiállítás katalógussal.[8]
- 2003 - A forma finomításáért és az ízlés neveléséért - a Werkkunstschule Trier.[9]
- 2013 - Wittlich. Galerie im Alten Rathaus, Gesamtkunstwerker - Der Maler, Grafiker und Gestalter Fritz Quant (Fritz Quant 125. születésnapja alkalmából - A Stadtmuseum Simeonstift gyűjteményéből és mások).[10]

## Fordítás
- Ez a szócikk részben vagy egészben  a   Fritz Quant című német Wikipédia-szócikk ezen változatának fordításán alapul.  Az eredeti cikk szerkesztőit annak laptörténete sorolja fel. Ez a jelzés csupán a megfogalmazás eredetét és a szerzői jogokat jelzi, nem szolgál a cikkben szereplő információk forrásmegjelöléseként.